# Помона (Нью-Йорк)
Помона (англ. Pomona) — деревня в о́круге Рокленд, штат Нью-Йорк, США.

## Описание
Помона находится на территории городов Рамапо (Ramapo) и Хаверстро (Haverstraw). Деревня была образована 3 февраля 1967 года и получила своё название в честь римской богини древесных плодов в связи с обилием яблочных садов. Население — 3824 человека в 2020 году (3103 человека в 2010 году). Расовый состав (2010):
- Белые — 66,0 %
- Афроамериканцы — 19,1 %
- Коренные американцы — 0,2 %
- Азиаты — 9,3 %
- Прочие — 2,2 %
- Две и более расы — 3,2 %

## Достопримечательности
- Церковь англ. Ladentown United Methodist Church, построенная в 1865 году и внесённая в Национальный реестр исторических мест США[2].
- Яблоневые сады Конклина, площадью от 400 (в начале) до 100 акров (ныне), выращиваемые с 1712 года усилиями одной семьи и нескольких наёмных рабочих[1][3].
- Крупнейшая пожарная часть в о́круге[4].

## Факты
- Профессиональная бейсбольная команда англ. Rockland Boulders родом из Помоны[5].
- В Помоне есть дом, принадлежащий рэперу Swizz Beatz и его жене Алише Киз[6].